# Lago Rudyard
El Lago Rudyard es un pequeño embalse artificial del condado de Staffordshire construido entre 1797 y 1798 para alimentar el Canal de Trent y Mersey . Su lugar en la historia se debe a que John Lockwood Kipling y Alice Mcdonald, padres del escritor Rudyard Kipling se conocieron allí, gustándoles tanto el lugar que decidieron llamar a su hijo en su memoria.
La compañía de trenes de vapor Rudyard Railway mantiene un trayecto ferroviario de trenes de vapor que opera en el lado este del lago durante gran parte del año.
Junto al lago también se encuentra el Club de Navegación Lago Rudyard. Las atracciones más populares son pasear, pescar y navegar por el lago en bote. Posee un excelente centro de actividades, que puede ser reservado para funciones artísticas o conferencias. El primer domingo de agosto se celebra un festival muy popular. Es posible caminar alrededor de todo el lago o comenzar o acabar el paseo junto a las estaciones del tren en su lado este.